# Морозов, Владимир Викторович
Влади́мир Ви́кторович Моро́зов (род. 16 июня 1992, Новосибирск) — российский пловец, заслуженный мастер спорта России. Бронзовый призёр Олимпийских игр 2012 года в эстафете 4×100 м вольным стилем, многократный призёр чемпионатов мира, чемпион и призёр чемпионата Европы, многократный чемпион мира и Европы на короткой воде. Многократный экс-рекордсмен мира.

## Биография
С 2002 по 2006 год тренировался в ДЮСШ «Кольцовские надежды» в рабочем посёлке Кольцово. С 2006 года живёт и тренируется в Лос-Анджелесе. Является студентом Университета Южной Калифорнии (США).
Впервые выступил на соревнованиях в составе сборной России на чемпионате мира 2011 года в Шанхае.
30 сентября 2018 на этапе Кубка мира в голландском Эйндховене побил свой же мировой рекорд на дистанции 100 метров комплексом, показав результат 50,26 секунды.
Жена с 22 ноября 2021 — Евгения Булатова, занимается PR и кризисным менеджментом. Пара познакомилась в Университете Южной Калифорнии (США) в 2018.

## Достижения
- Бронзовый призёр летних Олимпийских игр 2012 в эстафете 4×100 метров вольным стилем. Выступил за сборную России вместе с Никитой Лобинцевым, Андреем Гречиным и Данилой Изотовым.
- Владеет рекордом России на дистанции 50 м в/с (21,27) в длинном бассейне.
- Является рекордсменом России на дистанциях 50 м в/с (20,31), 100 м в/с (44,95), 100 м комплексом (50,26), 50 м брасс (25,51) в коротком бассейне.
- 30 августа 2016 на этапе Кубка мира в Германии завершил дистанцию 100 метров комплексом на короткой воде с мировым рекордом. Он показал результат 50,30 секунды, улучшив своё же достижение на 0,3 секунды.
- Первый в истории российского плавания обладатель Кубка мира.
- Трёхкратный обладатель Кубка мира (2016, 2018, 2019)

## Награды
- Медаль ордена «За заслуги перед Отечеством» II степени (13 августа 2012 года) — за большой вклад в развитие физической культуры и спорта, высокие спортивные достижения на Играх XXX Олимпиады 2012 года в городе Лондоне (Великобритания)[5].
- Заслуженный мастер спорта России (20 августа 2012 года)[6].
- Почётная грамота Президента Российской Федерации (19 июля 2013 года) — за высокие спортивные достижения на XXVII Всемирной летней универсиаде 2013 года в городе Казани[7].